# Davidson du Pont
Davidson du Pont est un cheval de course trotteur français né le 4 avril 2013, vainqueur du Prix d'Amérique en 2022.

## Carrière de courses
Davidson du Pont fait ses premiers pas en compétition sur l'hippodrome de La Capelle en mars 2016, à 3 ans mais vient sur le tard au plus haut niveau, puisqu'il concourt pour la première fois au niveau des groupes dans le Prix de Croix en janvier 2018, alors qu'il vient de prendre 5 ans. Il s'y impose d'emblée. C'est alors un cheval tout neuf, qui s'est épargné les rudes joutes de la jeunesse, et il peut enchaîner les bonnes performances, prenant rapidement le leadership de sa génération, concrétisé par une victoire dans le Prix de Sélection en fin de meeting d'hiver, record de l'épreuve à la clé en 1'10"8. Il assoit encore un peu plus sa domination en s'adjugeant le Critérium des 5 ans et le Prix de l'Étoile à l'été, et peut désormais viser les grands tournois de chevaux d'âge. Au meeting d'hiver 2018/2019, il affiche en remportant le Prix de Bretagne ses ambitions pour un Prix d'Amérique qui s'annonce exceptionnel, avec le prodige suédois Readly Express, le champion américain Propulsion, la ballerine Bélina Josselyn et le roi de Vincennes Bold Eagle, certes sur le déclin. Parmi tout ce beau monde Davidson du Pont prend une belle quatrième place. 
Désormais bien installé dans l'élite, Davidson du Pont s'engage dans un calendrier tout entier tourné vers les grandes épreuves de l'hiver. On le voit peu durant l'année, où il se consacre à la reproduction, et il réapparait une fois l'hiver venu. Fin 2019, un doublé dans le Prix de Bretagne suffit à le qualifier pour le Prix d'Amérique, qu'il aborde en position de favori mais tombe sur un os : le jeune prodige Face Time Bourbon, intouchable. Intouchable, mais encore jeune et dans le Prix de France, Davidson du Pont et son plus que rusé partenaire Jean-Michel Bazire parviennent à contenir son rush final après l'avoir laissé bien au chaud tout au long du parcours. Dans le Prix de Paris, en revanche, il s'enlève et ne peut participer à la phase finale, laissant Bélina Josselyn s'offrir la victoire.
Et il disparaît de nouveau, jusqu'en octobre. Courant les préparatoires à l'économie, il ne monte en régime que pour le Prix de Belgique qu'il gagne à quinze jours de la grande échéance : le Prix d'Amérique, où une fois de plus il doit s'avouer vaincu par meilleur que lui, Face Time Bourbon. Il se manque ensuite dans les Prix de France et de Paris, mais contrairement aux années précédentes court régulièrement, tout en gagnant assez peu. Lors du meeting d'hiver 2021/2022, quelques incertitudes entourent sa condition physique, mais un inattendu coup de théâtre lui ouvre l'horizon : quelques jours avant le Prix d'Amérique, l'entourage de Face Time Bourbon annonce le forfait et probablement la fin de carrière du meilleur cheval du monde. Dans le même temps, Jean-Michel Bazire a trouvé le moyen de qualifier cinq de ses pensionnaires pour la grande épreuve. Or le règlement n'autorise que quatre chevaux d'une même écurie pour la course. Davidson du Pont passe donc sous la responsabilité de Nicolas Bazire, le fils de Jean-Michel, qui le mène déjà régulièrement. Et c'est avec son nouvel entraîneur de 21 ans qu'il trouve la consécration dans le Prix d'Amérique, après trois accessits d'honneur et au prix d'une fin de course ébouriffante. En revanche il ne peut se montrer dangereux ni dans le Prix de France dominé par Vivid Wise As, ni dans le Prix de Paris remporté par Diable de Vauvert, mais enfin il a obtenu ce qu'il était venu chercher lors de ce meeting d'hiver : la plus belle ligne de son palmarès.

### Palmarès
France

#### Groupe 1
- Prix d’Amérique (2022)
- Prix de France (2020)
- Prix de Sélection (2018)
- Critérium des 5 ans (2018)
- Prix de l'Étoile (2018)
- 2e Prix de Sélection (2019)
- 2e Prix d’Amérique (2020, 2021)
- 4e Prix d’Amérique (2019)

#### Groupe 2
- Prix de Croix (2018)
- Prix Ovide Moulinet (2018)
- Prix de Bretagne (2018, 2019)
- Prix de Belgique (2021)
- Prix Kerjacques (2021)
- Prix de la Communauté de communes de la Thiérache (2021)
- 2e Prix Albert Demarcq (2018)
- 2e Prix Ténor de Baune (2018)
- 2e Prix des Ducs de Normandie (2021)
- 2e Prix Chambon P (2021)
- 2e Prix d'Été (2021)
- 3e Prix Jockey (2018)
- 3e Prix Marcel Laurent (2018)
- 3e Prix de Belgique (2019)
- 3e Prix de Belgique (2020)
- 3e Prix Jean-Luc Lagardère (2020)

## Au haras
Davidson du Pont effectue sa première année de monte en 2019.

## Origines
| Origines de Davidson du Pont, mâle, bai. | Origines de Davidson du Pont, mâle, bai. | Origines de Davidson du Pont, mâle, bai. | Origines de Davidson du Pont, mâle, bai. |
| ---------------------------------------- | ---------------------------------------- | ---------------------------------------- | ---------------------------------------- |
| Père Pacha du Pont                       | Baccarat du Pont                         | Florestan                                | Star's Pride                             |
| Père Pacha du Pont                       | Baccarat du Pont                         | Florestan                                | Roquépine                                |
| Père Pacha du Pont                       | Baccarat du Pont                         | Moscova du Pont                          | Nonant Le Pin                            |
| Père Pacha du Pont                       | Baccarat du Pont                         | Moscova du Pont                          | Biafra                                   |
| Père Pacha du Pont                       | Alba du Pont                             | Le Loir                                  | Chambon P                                |
| Père Pacha du Pont                       | Alba du Pont                             | Le Loir                                  | Chérie du Loir                           |
| Père Pacha du Pont                       | Alba du Pont                             | Kama du Pont                             | Volubilis du Pont                        |
| Père Pacha du Pont                       | Alba du Pont                             | Kama du Pont                             | Bragance                                 |
| Mère Laguna du Pont                      | Pélican du Pont                          | Fruit Rose                               | Ruy Blas IV                              |
| Mère Laguna du Pont                      | Pélican du Pont                          | Fruit Rose                               | Rose Marie                               |
| Mère Laguna du Pont                      | Pélican du Pont                          | Bragance                                 | Euripide                                 |
| Mère Laguna du Pont                      | Pélican du Pont                          | Bragance                                 | Ourfa                                    |
| Mère Laguna du Pont                      | Rolls du Pont                            | Granit                                   | Ayres                                    |
| Mère Laguna du Pont                      | Rolls du Pont                            | Granit                                   | Roquépine                                |
| Mère Laguna du Pont                      | Rolls du Pont                            | Girl Blanche                             | Seddouk                                  |
| Mère Laguna du Pont                      | Rolls du Pont                            | Girl Blanche                             | Rose Blanche                             |